# Microsoft Project
Microsoft Project (o MSP) es un software de administración de proyectos y programas de proyectos desarrollado y comercializado por Microsoft para asistir a administradores de proyectos en el desarrollo de planes, asignación de recursos a tareas, dar seguimiento al progreso, administrar presupuesto y analizar cargas de trabajo.
El software Microsoft Office Project en todas sus versiones (la versión 2019 es la más reciente a enero de 2019) es útil para la gestión de proyectos, aplicando procedimientos descritos en el PMBoK del Project Management Institute.
Microsoft Project en sus versiones de escritorio para usuarios finales Project Professional y Project Pro para Office 365, permite conectar con Microsoft Project Online y Project Server, vinculando y adquiriendo bondades de administración centralizada del portafolio de proyectos y otras grandes funcionalidades para administrar,  proyectos,  programas y portafolios.

## Historia

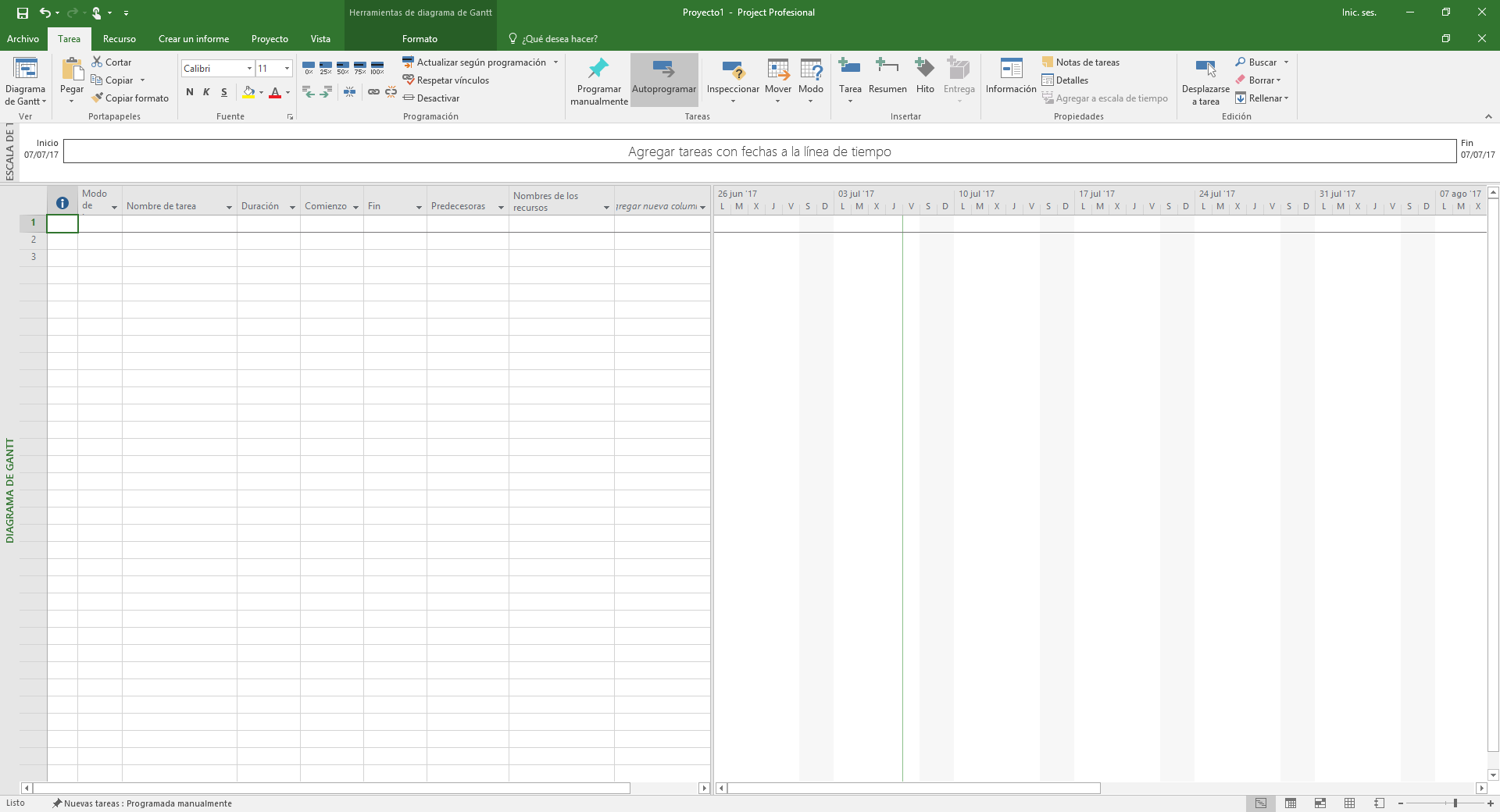
Interfaz Ms Project Professional 2016

Microsoft Project (o MSP) es un software de administración de proyectos desarrollado y vendido por Microsoft.  La primera versión del programa fue lanzada para el sistema operativo DOS en 1984 por una compañía que trabajaba para Microsoft. Microsoft adquirió todos los derechos del software en 1985 y produjo la versión 2. La versión 3 para DOS fue lanzada en 1986. La versión 4 para DOS fue la última versión para este sistema operativo, comercializada en 1987. La primera versión para Windows fue lanzada en 1990, y fue llamada versión 1 para Windows. Un dato interesante es que la primera versión para DOS introdujo el concepto de Líneas de dependencia (link lines) entre tareas en la gráfica de Gantt.
Aunque este software ha sido etiquetado como miembro de la familia Microsoft Office hasta el momento no ha sido incluido en ninguna de las ediciones de Office. Está disponible en dos versiones: Standard y Professional.
Una versión para Macintosh fue lanzada en julio de 1991 y su desarrollo continuó hasta Project 4.0 para Mac en 1993. En 1994 Microsoft detuvo el desarrollo para la mayoría de las aplicaciones Mac y no ofreció nuevas versiones de Office hasta 1998, después de la creación de la nueva unidad de negocio "Microsoft Macintosh" el año anterior. El MacBU no lanzó ninguna versión actualizada para Project y la versión de 1993 no es ejecutada nativamente en Mac OS X.
Fecha de lanzamiento de las versiones: 1992 (v3), 1993 (v4), 1995, 1998, 2000, 2002, 2003, 2007, 2010, 2013, 2016 y 2019.
La aplicación crea calendarización de rutas críticas, además de cadenas críticas y metodología de eventos en cadena disponibles como add-ons de terceros. Los calendarios pueden ser secuenciados para una disponibilidad limitada de recursos, y las gráficas visualizadas en una Gráfica de Gantt. Adicionalmente, Project puede reconocer diferentes clases de usuarios, los cuales pueden contar con distintos niveles de acceso a proyectos, vistas y otros datos. Los objetos personalizables como calendarios, vistas, tablas, filtros y campos, son almacenados en un servidor que comparte la información con todos los usuarios.
Microsoft Project y Project Server son piezas angulares del Microsoft Office Enterprise Project Management (EPM).
En 2007 en una conferencia Steve Ballmer reveló que las futuras versiones de Microsoft Project contarán con  Interfaz de usuario Ribbon.